# Gray (Roman)
Gray ist der dritte Tierroman der Schriftstellerin Leonie Swann. Er wurde 2017 im Goldmann Verlag veröffentlicht.

## Handlung
Augustus Huff, Ph. D., stammt von den Äußeren Hebriden und ist inzwischen Fellow und Dozent an einem der Colleges der englischen Universität Cambridge. Zwar ist er intelligent, aber auch nicht frei von Neurosen. Diese äußern sich insbesondere in seinem Bedürfnis nach Ordnung und Strukturen (so wird der bereits geordnete Schreibtisch zwanghaft erneut geordnet) sowie Sauberkeit (u. a. vielfaches, direkt aufeinander folgendes Händewaschen). Während er mit der Anfertigung einer Abhandlung ringt, bittet ihn Elena, eine der Reinigungskräfte des Colleges, um Hilfe. Sie hat merkwürdige Geräusche und Stimmen im Zimmer von Elliot Fairbanks, eines adligen Studenten, gehört. Dieser, ein sehr erfahrener Fassadenkletterer, war nachts von der Kapelle des King’s College abgestürzt. Da Huff Elliotts Tutor war, begleitet er Elena in das Zimmer. Dort entdecken sie die Ursache für die Geräusche: Gray, der intelligente Graupapagei des Verstorbenen, der sich unter der Bettdecke versteckt. Mit offizieller Genehmigung übernimmt Huff vorübergehend Grays Pflege – eine Herausforderung für ihn als Ordnungs- und Sauberkeitsfanatiker. Über den Verstorbenen kann niemand Positives berichten; nach einem Streich war sogar überlegt worden, ihn der Universität zu verweisen. Viele – Studenten wie Dozenten und Personal – scheinen sogar froh über Elliotts Tod zu sein. Gray und Elena nähren Huffs Zweifel am Unfalltod, und so beginnt Huff, immer den Papagei auf der Schulter, mit Ermittlungen. Sein Ziel: Die durch den Tod gestörte Ordnung wiederherzustellen. Dabei wird die gesamte Geschichte, also auch die Beziehungen zwischen den einzelnen Personen, einzig aus Huffs Sicht geschildert. So sind seine Feststellungen z. B. zu einer Charaktereigenschaft in Wahrheit nur seine Interpretation der eigenen Beobachtungen. Entsprechend geht er – insbesondere für erfahrenere Krimileser – trotz seiner Intelligenz eher ungeschickt vor, und manchmal stellt eher Gray die richtigen Fragen... Bei ihren Ermittlungen werden Huff und Gray mehrere Fotos zugespielt, und sie treffen eine ganze Reihe von Personen. Das sind die Familienmitglieder, der Klettertrainer, mehrere Studenten (James und Lukas, zwei Orgelstipendiaten; Cassandra und James’ Schwester Pippa), Philomene aus dem Café, Ivy, die auf den Typ mit dem Papageien auf der Schulter nicht gut zu sprechen ist, Huffs Kollegen Everding, Frederik Henderson, Marlene Turbot und Sybil Vogel, Porter des eigenen und des Clare Colleges, sowie Fawn, eine Freundin Elliotts.
Nach einem zweiten Mord, einer ergebnislosen Verfolgungsjagd über die Dächer von Cambridge und misslungenen Versuchen, Gray bzw. ihn selbst zu töten, gelingt es Huff hoch oben auf der King’s Chapel doch noch, den Mörder zu entlarven. Allerdings stürzt sich dieser lieber in den Tod als verhaftet zu werden (und damit die Ordnung wiederherzustellen). Zudem beeinflusst Gray Huffs Leben und Charakter, sodass er schlussendlich etwas „normaler“ wird.

## Hintergrund
Die Ankündigung des Verlages, Gray sei Leonie Swanns neuer „Tierkrimi“, ist irreführend. Im Gegensatz zu den beiden vorherigen Büchern (Glennkill und Garou) wird die Geschichte nicht aus der Sicht des Graupapageis erzählt. Der Vogel verbindet vielmehr verschiedene Figuren, die der Leser im Roman kennenlernt bzw. kennenzulernen glaubt.
Beim Titeltier orientierte sich die Autorin an dem in der Wissenschaft bekannten Graupapageien Alex. Dessen Sprachverständnis und Wortgebrauch entwickelte und untersuchte die Tierpsychologin Irene Pepperberg mehrere Jahrzehnte lang. Alex hatte einen Wortschatz von 200 (aktiv) bzw. 500 (passiv) Worten.

## Ausgaben
- Gray. Kriminalroman. Goldmann, München 2017, ISBN 978-3-442-31443-0 (Gebundene Ausgabe)
- Gray. Kriminalroman. Goldmann, München 2019, ISBN 978-3-442-48831-5 (Taschenbuchausgabe)

## Hörbuch
- Gray. Kriminalroman. Gelesen von Bjarne Mädel und Christopher Heisler. Der Hörverlag 2017, (gekürzte Fassung, 1 mp3-CD, Lauflänge: 524 min) ISBN 978-3-8445-2532-8.

## Rezension
„Gray“ ... ist ... aus Menschenperspektive geschrieben, obwohl es sich beim Titelhelden um einen Vogel handelt... Die Sicht auf das Tier ist damit ... sozusagen realistischer geworden; ... Anhänger der hartgekochteren Varianten von Kriminalliteratur werden eh Besseres zu tun haben, als Papageienkrimis zu lesen: „Gray“ ist keine Kost für traditionell orientierte Genre-Nerds. Eher nutzt Leonie Swann das Genre geschickt, vielleicht gar ein wenig karikierend, für ihre Zwecke aus, als dass sie es wirklich bedient. ... Nicht die überraschende Aufklärung ... ist hier nämlich das eigentliche Ziel, sondern der Weg dorthin. Und der verläuft im freien Zickzack. ... Ein ums andere Mal entgehen ihm [Huff] wichtige Hinweise, die man sich als krimischlaue Leserin längst gemerkt hat; ... Das wird aber mehr als aufgewogen durch das Lesevergnügen, das diese wunderbare literarische Spielerei und Krimi-Imitation ... reichlich gewährt.